# Migron (israelische Siedlung)

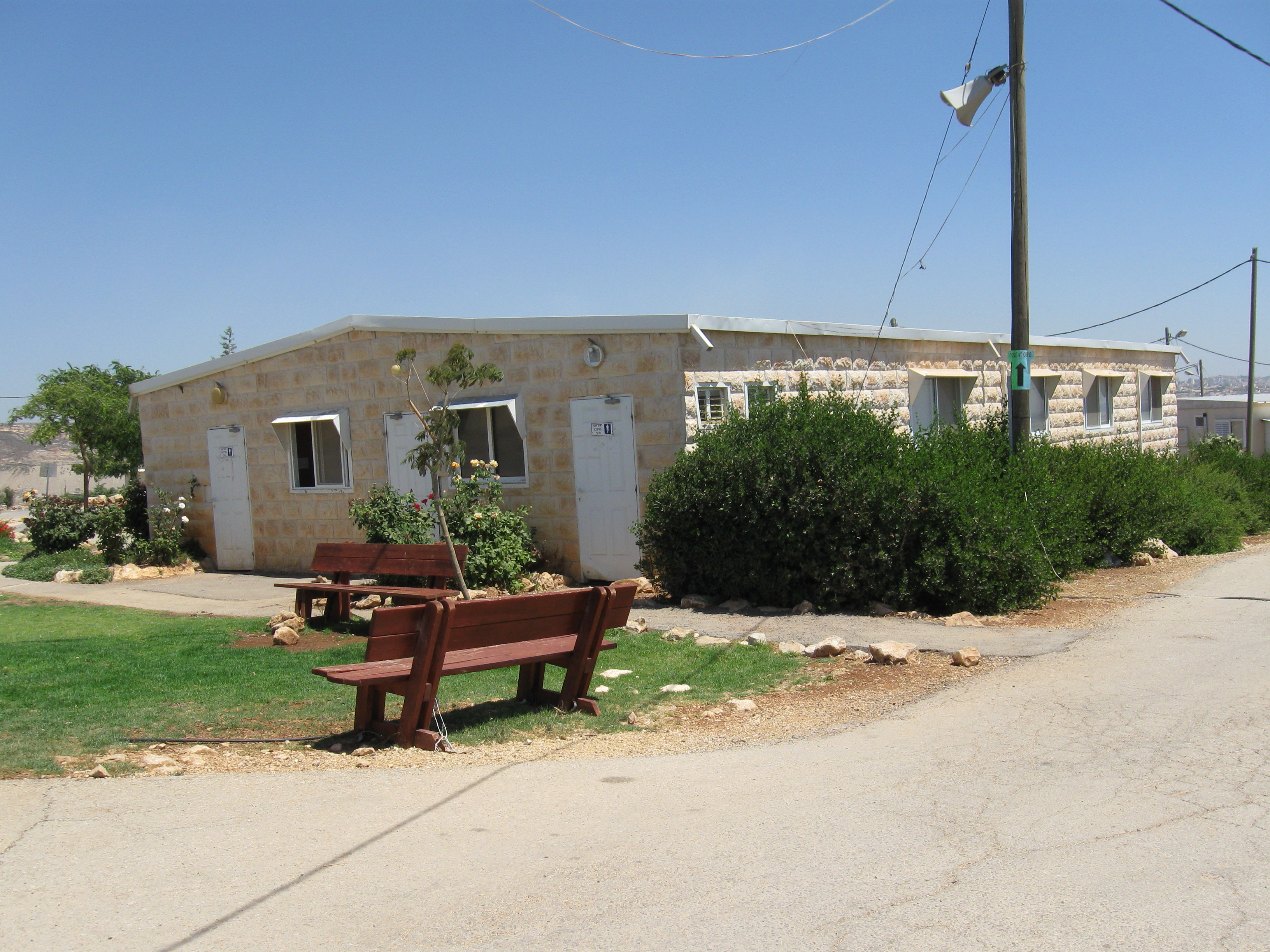
Die frühere Synagoge von Migron

Migron (Ivrit: מגרון) war ein israelischer Außenposten (מאחז, Ma'ahaz, engl. Outpost) im Westjordanland und hatte zuletzt 300 Einwohner.

## Lage
Migron liegt rund 15 Kilometer nördlich von Jerusalem und etwa sechs Kilometer nördlich von Ramallah, Palästinensische Autonomiegebiete. Die erste Siedlung wurde am 2. September 2012 durch die Israelischen Streitkräfte geräumt.

## Geschichte
Die Siedlung, die zur Regionalverwaltung Mateh Binyamin gehörte, entstand ab 2001 auf privatem Land von Palästinensern aus dem Ort Burqa bei Ramallah. Migron wird in der Bibel erwähnt (1 Sam 14,2 ). Das israelische Städtebauministerium förderte sie mit 4,3 Millionen Schekel (knapp 1 Million Euro), während das Verteidigungsministerium seine Genehmigung verweigerte.
Es kam 2006 zu einer Klage der Grundeigentümer und der israelischen Nichtregierungsorganisation Schalom Achschaw (engl. Peace Now, Ivrit  שלום עכשיו) vor dem Israelischen Obersten Gericht, das am 2. August 2011 entschied, die Siedlung sei illegal errichtet worden und müsse bis April 2012 geräumt werden. Die Regierung entschied jedoch, den Siedlern Zeit bis 2015 zu geben. Das Gericht äußerte sich am 25. März 2012 erneut und urteilte, die Streitkräfte müssten die Siedlung bis zum 1. August 2012 räumen. Dies geschah dann Anfang September 2012. Es gab nur wenig Gegenwehr.
Den Siedlern wurden neue Häuser neben einer benachbarten Siedlung in der Westbank errichtet, die weiterhin den Namen (Ramat) Migron führt. Die Regierung investierte umgerechnet sechs Millionen Euro. 2022 gab es weitere Räumungsversuche.
Ein Teil der etwa 200 israelischen Siedlungen und Außenposten in der Westbank sollten laut Roadmap von 2003 geräumt werden.